# 3G
第三代行動通訊技術，簡稱3G（英語：3rd-Generation），規格名稱IMT-2000（International Mobile Telecommunications-2000），是指支持高速数据传输的蜂巢式網路行動電話技术。3G服務能夠同時傳送聲音（通話）及信息（電子郵件、即時通訊等）。3G的代表特徵是提供高速数据业务，速率一般在几百kbps以上，自从4G出來後3G逐漸被淘汰。
3G规范是由國際電信聯盟（ITU）所制定的IMT-2000規格的最終發展結果。原先制定的3G遠景，是能夠以此規格達到全球通信系統的標準化。目前3G存在四种标准：W-CDMA、CDMA2000、TD-SCDMA、WiMAX。

## 3G的含义
第一代通訊是指模擬信號手机；第二代通訊是指數位訊號手机，如我们常见的GSM，提供低速率数据服务；2.5G是指在第二代手机上提供中等速率的数据服务，如GPRS，传输率一般在几十至一百多kbps。
第三代通訊是能将无线通信与国际互联网结合的新一代移动通信系统。能够处理图像、音乐、视訊形式，提供网页浏览、电话会议等服务。无线网络必须能够支援不同的数据传输速度，也就是说在室内、室外和行车的环境中能够分别支持至少2Mbps、384kbps以及144kbps的传输速度。由于采用了更高的频带和更先进的无线（空中接口）接入技术，3G标准的流動通信网络通信質素较2G、2.5G网络有了很大提高，比如软切换技术使得旅途中高速运动的移动用户在驶出一个无线小区并进入另一个无线小区时不再出现掉话现象。而更高的频带范围和 用户分级规则使得单位区域内的网络容量大大提高，同时通话允许量大大增加。

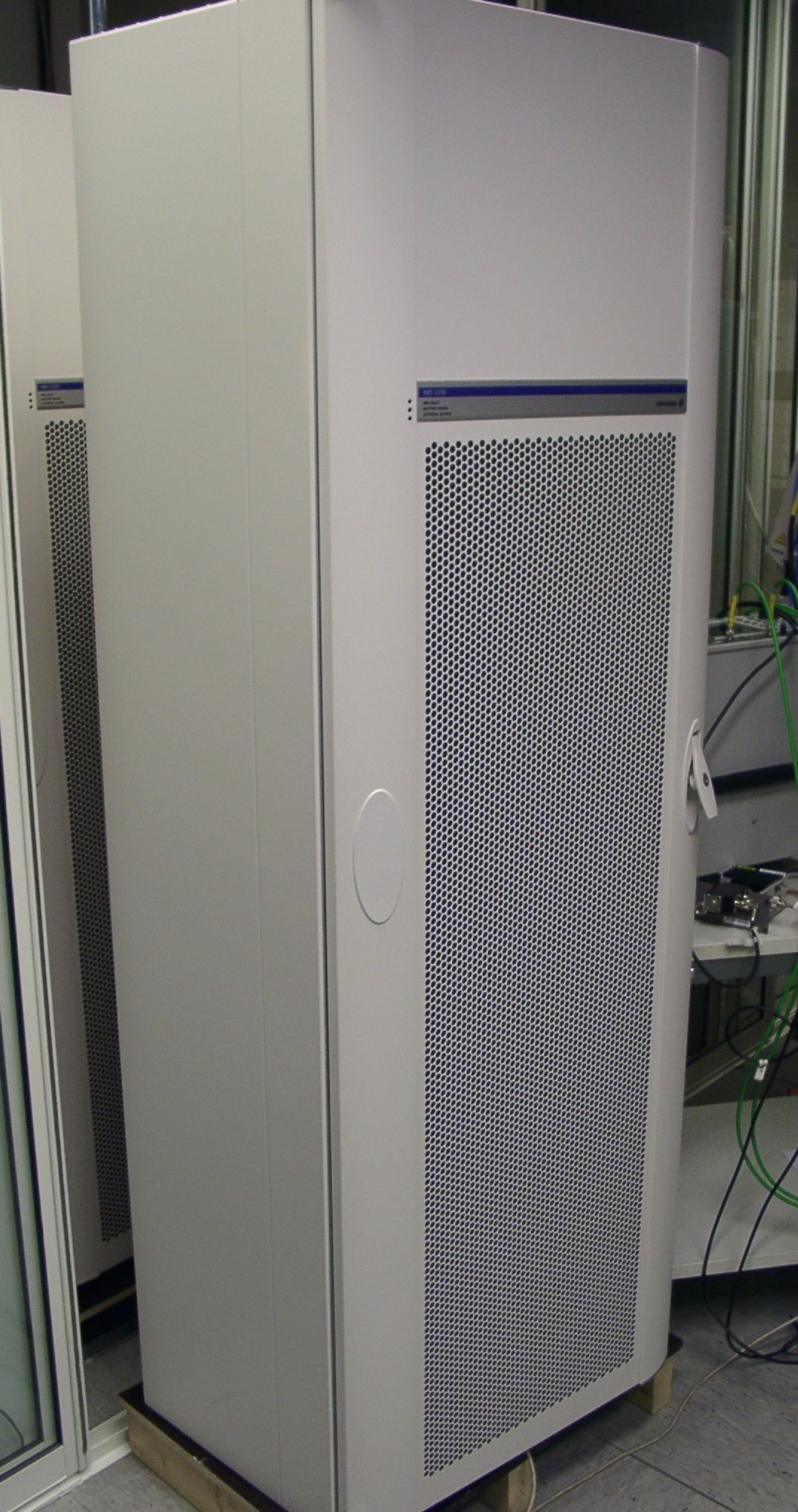
3G通訊基站的機櫃

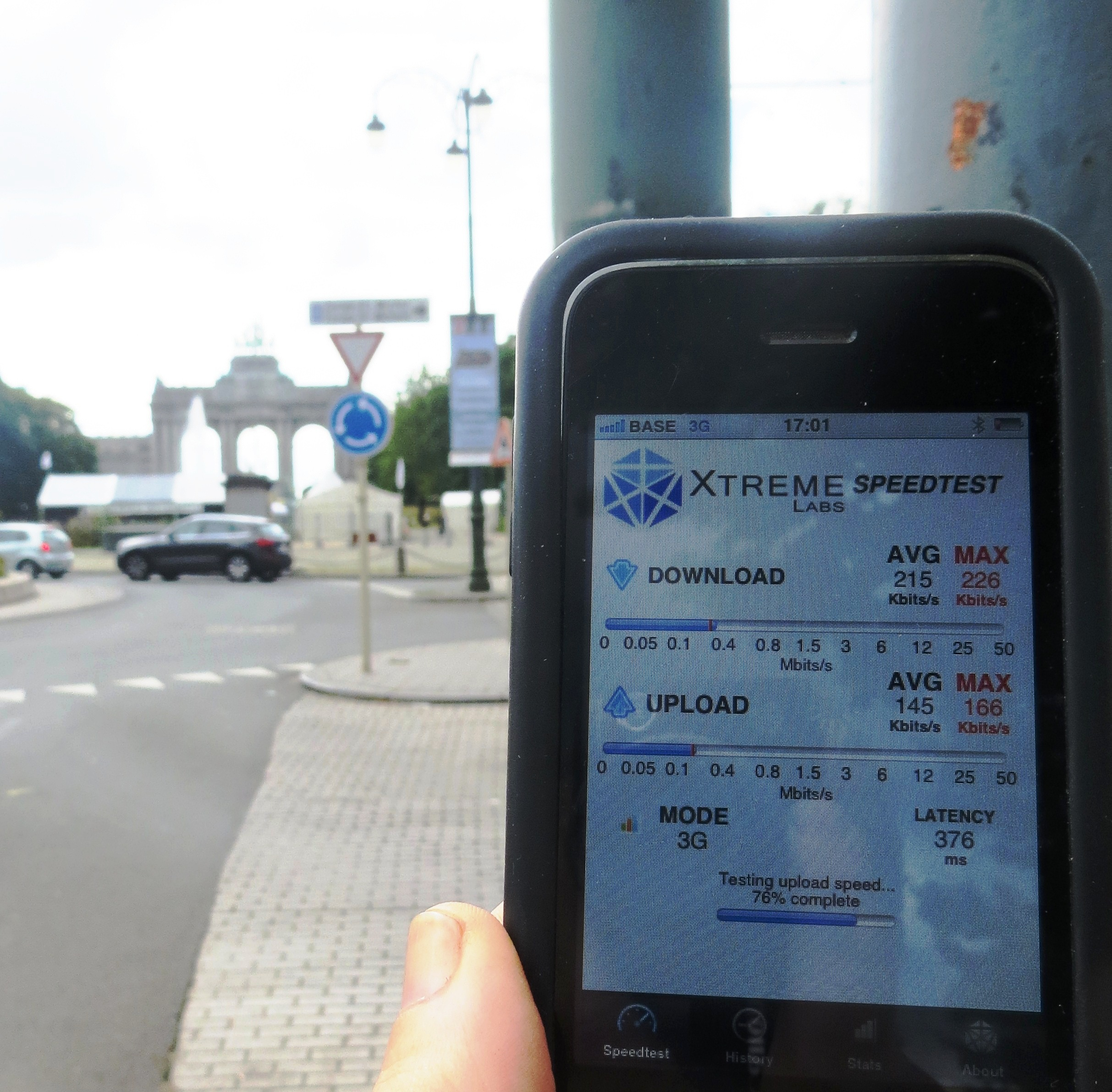
2012年在比利时布鲁塞尔測到3G訊號速度

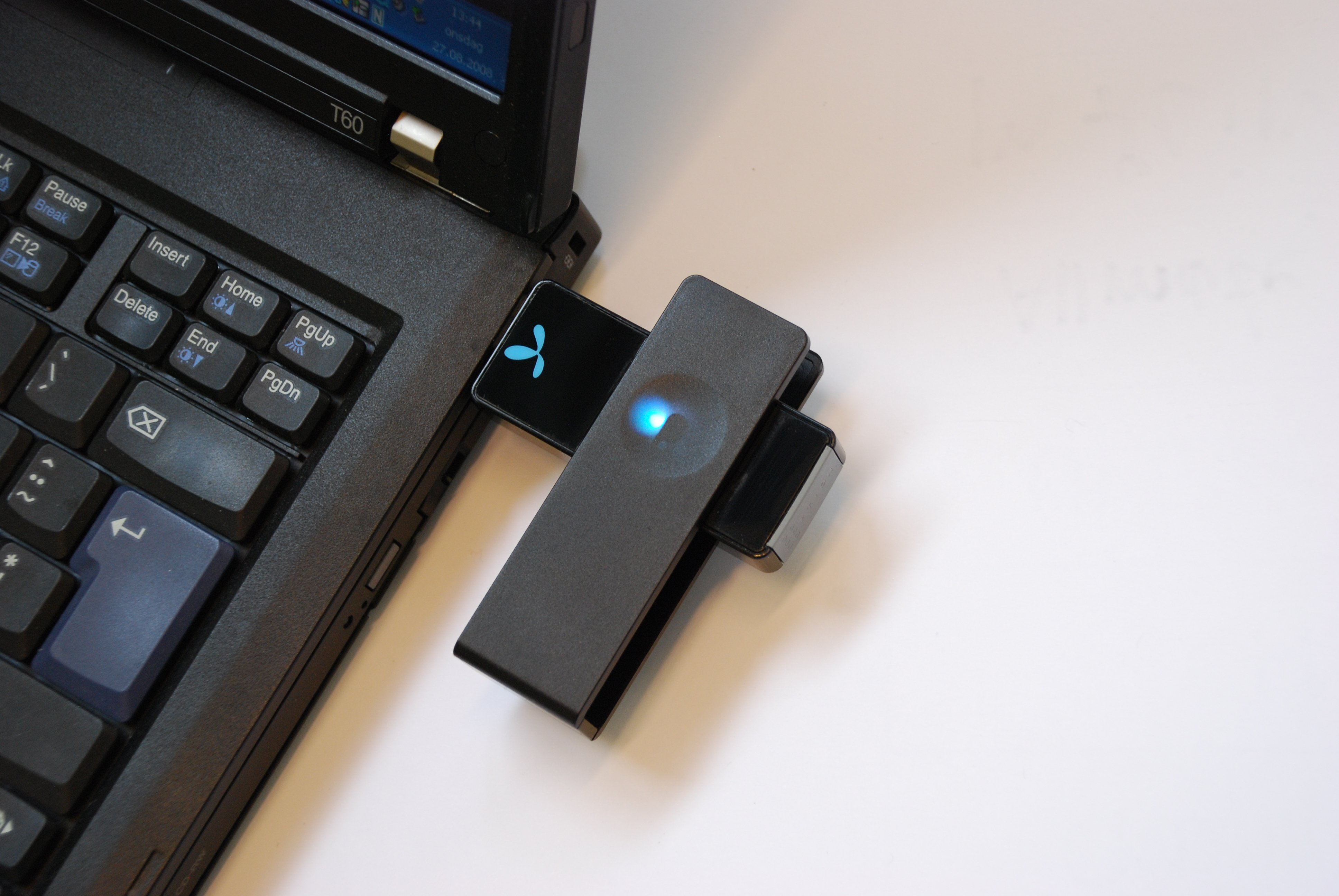
電腦用的USB上網3G網卡

3G最大的优点即是高速的数据下载能力。相对於2.5G（GPRS）100kbps左右的速度，3G隨使用環境的不同約有300Kbps-2Mbps左右的水準。

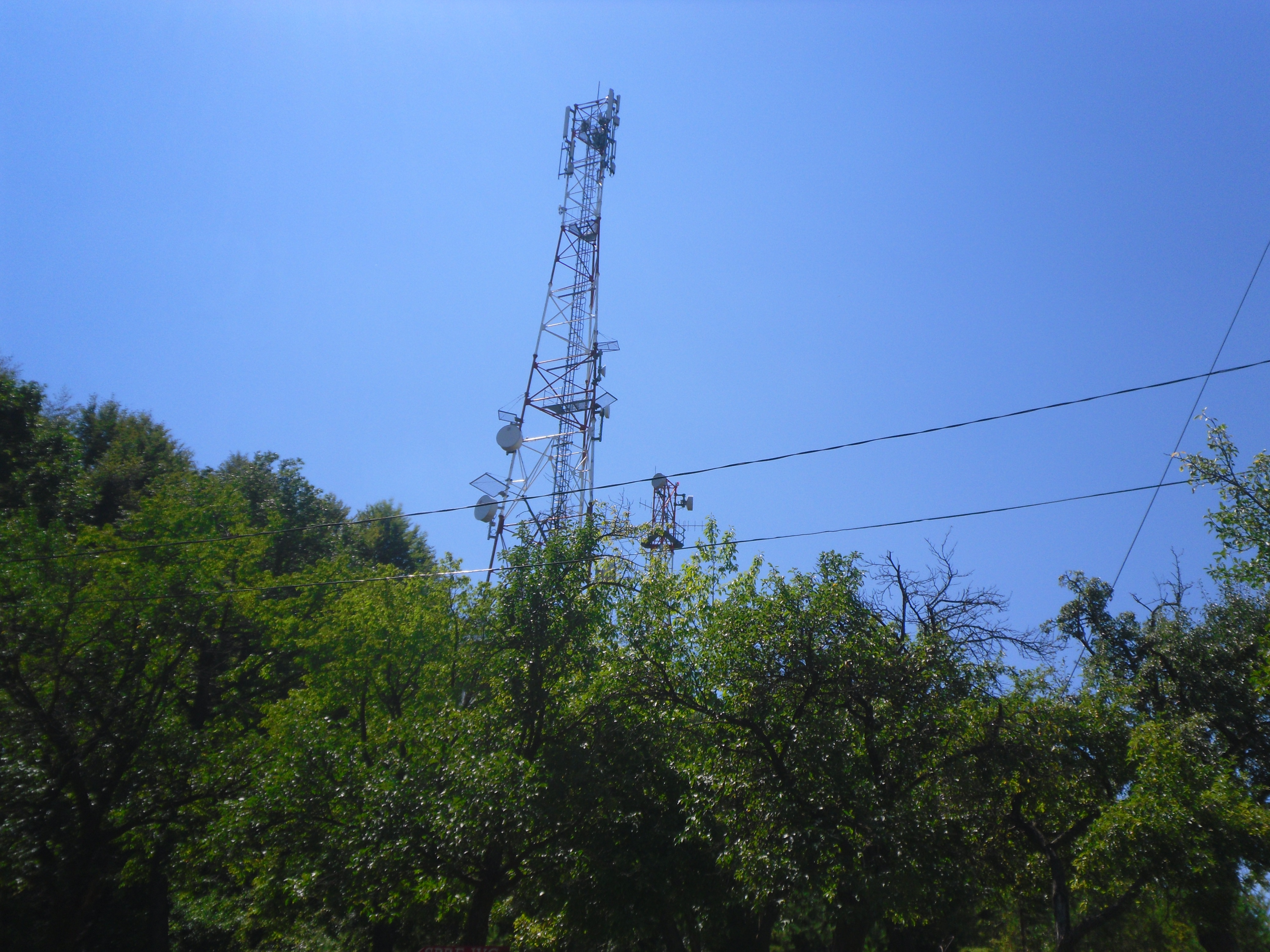
2G, 3G, 4G共構基地台天線

另外有些3G系統服務業者會更新為3.5G系統（如HSDPA），此時可有下載14Mbps、上傳5.8Mbps的速度。

## IMT-2000
IMT-2000（International Mobile Telecommunications-2000）是国际电信联盟（ITU）定义的第三代无线通信的全球标准。IMT-2000规定移动终端以车速移动时，数据传输速率为144Kbps，室外静止或步行时速率为384Kbps，在室内为2Mbps。2007年，ITU制定了IMT-A标准，要求低速环境时峰值速率为1Gbps，高速环境则是100Mbps。
1999年ITU批准了五个IMT-2000的无线电接口，作为ITU-R M.1457推荐的一部分。这五个标准是：
- IMT-DS Direct Spread
  - 也称为W-CDMA或UTRA-FDD，在UMTS中使用
- IMT-MC Multi-Carrier
  - 也称为CDMA2000，2G cdmaOne（IS-95）的继承者
- IMT-TC Time-Code
  - 这一标准总结了UTRA-TDD和TD-SCDMA（在UMTS中标准化）
- IMT-SC Single Carrier
  - 也称为EDGE，一个中间的2.75G技术
- IMT-FT Frequency Time
  - 也称为DECT

2007年10月19日，ITU会议批准移动WiMAX作为第6个标准。
- 称为："IMT-2000 OFDMA TDD WMAN"

## 3G與科技泡沫
2000年，英國、德國、法國、義大利和西班牙等國家，開始競標3G的通訊執照，各家的行動電信業者總計投下約900億美元。2000年4月底，英國開始發放3G執照。同年8月，德國創下3G執照的拍賣紀錄－高達458億美元。
歐洲3G執照和無線電頻譜的拍賣在1990年代3G與科技泡沫事件中扮演了重要的角色。由於確信3G的採納與普及會相當快速，歐洲的電信公司總計投入了3,000億歐元在標準化規格、購買設備與拓展市場上面。
但預期獲利卻無法使3G的普及具體化。於是研發者留下了負債和幾近無用的3G執照就離開了。許多公司放棄了執照和研發計畫、以降低負債。有些公司還試圖與發放執照的政府打官司。

### 德国和奥地利运营商的一些历史数据
- 采用3G标准：W-CDMA
- 可用频率：

1. 1900 MHz – 1920 MHz(TDD)
2. 1920 MHz – 1980 MHz（FDD-上行链路）
3. 2020 MHz – 2025 MHz(TDD)
4. 2110 MHz – 2170 MHz（FDD-下行链路）

- 通道带宽：5 MHz
- 片速：3.84 Mcps
- Nutzertrennung：编码(CDMA)；频率(FDMA)
- 移动终端最大发射功率：0.125瓦–0.25瓦（GSM：1瓦–2瓦）

在德国以下6个可用FDD－频带被发给以下运营商：
| 运营商       | 上行链路                  | 下行链路                  | 当时价格                            |
| ------------ | ------------------------- | ------------------------- | ----------------------------------- |
| 沃达丰德国D2 | 1.920,3 MHz – 1.930,2 MHz | 2.110,3 MHz – 2.120,2 MHz | 164.7亿德国马克（84.2亿欧元）       |
| 未知         | 1.930,2 MHz – 1.940,1 MHz | 2.120,2 MHz – 2.130,1 MHz | （164.5亿马克给3G工作组，后来返还） |
| E-Plus       | 1.940,1 MHz – 1.950,0 MHz | 2.130,1 MHz – 2.140,0 MHz | 164.2亿马克（83.9亿欧元）           |
| 未知         | 1.950,0 MHz – 1.959,9 MHz | 2.140,0 MHz – 2.149,9 MHz | （163.7亿马克给Mobilcom）           |
| O₂－DE       | 1.959,9 MHz – 1.969,8 MHz | 2.149,9 MHz – 2.159,8 MHz | 165.2亿马克（84.5亿欧元）           |
| T-Mobile D1  | 1.969,8 MHz – 1.979,7 MHz | 2.159,8 MHz – 2.169,7 MHz | 165.8亿马克（84.8亿欧元）           |
每个频带有2个信道带宽。中间频率由运营商自定，至少要有4个200KHz分配。除此之外还要预留保护带防止信道干扰。
在奥地利5个运营商购买了FDD频带：
| 运营商           | 上行链路                  | 下行链路                  | 当时价格                       |
| ---------------- | ------------------------- | ------------------------- | ------------------------------ |
| 奥地利移动通讯A1 | 1.920,3 MHz – 1.930,1 MHz | 2.110,3 MHz – 2.120,1 MHz | 23.6亿奥地利先令（1.71亿欧元） |
| Hutchison 3G     | 1.930,1 MHz – 1.939,9 MHz | 2.120,1 MHz – 2.129,9 MHz | 19.1亿先令（1.39亿欧元）       |
| tele.ring        | 1.939,9 MHz – 1.949,7 MHz | 2.129,9 MHz – 2.139,7 MHz | 15.6亿先令（1.13亿欧元）       |
| ONE              | 1.949,7 MHz – 1.959,7 MHz | 2.139,7 MHz – 2.149,7 MHz | 16.5亿先令（1.2亿欧元）        |
| T-Mobile奥地利   | 1.964,7 MHz – 1.974,7 MHz | 2.154,7 MHz – 2.164,7 MHz | 23.5亿先令（1.71亿欧元）       |

## 部署3G的國家和地區
擁有商用3G網絡的國家/地区和使用標准為：
- 阿根廷（CDMA2000 1X）
- 澳大利亞（W-CDMA：Telstra）
- 奧地利（W-CDMA）
- 亞塞拜然（CDMA2000 1X）
- 白俄羅斯（CDMA2000 1X）
- 百慕大群島（CDMA2000 1X）
- 巴西（CDMA2000 1X）
- 加拿大（CDMA2000 1X）
- 智利（CDMA2000 1X）
- 中華民國（台灣）（W-CDMA：中華電信、台灣大哥大、遠傳電信、台灣之星）；（CDMA2000 1X、EV-DO Rev.A.B：亞太電信）
- 中国大陸（W-CDMA：中國聯通）；（CDMA2000 1X、EV-DO Rev.A：中國電信）；（TD-SCDMA：中國移動）
- 澳門（W-CDMA：澳門電訊、3澳門）；（CDMA2000 1X、EV-DO Rev.A：中國電信）
- 香港（W-CDMA：3香港、香港移動通訊、數碼通、電訊盈科、中國移動香港）；（CDMA2000 1X、EV-DO Rev.A：電訊盈科）
- 日本（W-CDMA：NTT DoCoMo、Softbank、（CDMA2000 1X、EV-DO：KDDI）
- 韓國（W-CDMA：SK電訊、KT）；（CDMA2000 1X、EV-DO：LG）
- 新加坡（W-CDMA）
- 哥倫比亞（CDMA2000 1X）
- 丹麥（W-CDMA）
- 多米尼加共和國（CDMA2000 1X）
- 厄瓜多爾（CDMA2000 1X）
- 喬治亞（CDMA2000 1X）
- 德國（W-CDMA：T-Mobile、沃達豐、 O2-DE、ePlus）
- 希臘（W-CDMA）
- 瓜地馬拉（CDMA2000 1X）
- 印度（CDMA2000 1X）
- 印尼（CDMA2000 1X）
- 以色列（W-CDMA）
- 義大利（W-CDMA）
- 牙買加（CDMA2000 1X）
- 哈薩克斯坦（CDMA2000 1X）
- 吉爾吉斯斯坦（CDMA2000 1X）
- 馬來西亞（W-CDMA：明訊、西爾康電信、Digi、MiTV、TimeCell）
- 墨西哥（CDMA2000 1X）
- 摩爾多瓦（CDMA2000 1X）
- 荷蘭（W-CDMA）
- 紐西蘭（W-CDMA）
- 尼加拉瓜（CDMA2000 1X）
- 奈及利亞（CDMA2000 1X）
- 挪威（W-CDMA）
- 巴基斯坦（CDMA2000 1X）
- 巴拿馬（CDMA2000 1X）
- 秘魯（CDMA2000 1X）
- 波蘭（CDMA2000 1X）
- 羅馬尼亞（CDMA2000 1X）
- 俄羅斯（CDMA2000 1X）
- 斯洛文尼亞（W-CDMA）
- 南非（W-CDMA）
- 西班牙（W-CDMA）
- 瑞士（W-CDMA）
- 泰國（CDMA2000 1X）
- 阿聯（W-CDMA）
- 英國（W-CDMA）
- 美國（W-CDMA：AT&T、T-Mobile）；（CDMA2000 1X：威訊、Sprint）
- 烏茲別克（CDMA2000 1X）
- 委內瑞拉（CDMA2000 1X）
- 越南（CDMA2000 1X）
- 朝鮮（W-CDMA：高麗電信）

## 停用
- 台湾3G業者執照於2018年12月31日到期，3G業務也隨之終止，到期後給予15天緩衝期[4]，但3G語音服務仍保留使用。至2024年6月30日中止使用3G網絡[5]。
- 中国大陆工信部新闻发言人闻库于2019年10月22日表示，2G、3G的退网是移动通信更新换代的必然选择，我国移动通信网络2G、3G退网的条件已经逐渐成熟。部分运营商（中国电信等）已经关闭2G/3G业务。
- 挪威特利亞電信於2021年11月11日停用3G網絡。
- 捷克共和國於2021年11月30日停用3G網絡。
- 馬來西亞電信業者於2021年分階段逐步關閉其3G網絡，並於同年12月31日完全停用。[6]
- 澳大利亞Vodafone於2024年1月停用3G服務，而Telstra與Optus在2024年10月28日停用。[7]
- 英國於2024年2月27日關閉全國3G服務。[8]
- 日本SoftBank於2024年4月15日停用3G網絡（石川県於2024年7月31日停用3G網絡）[9]。
- 澳門於2025年6月5日凌晨停用3G網絡[10]。
- 香港中國移動香港於2025年6月30日凌晨停用3G網絡[11]。